# إيغور دوبوف
إيغور فاسيليفيتش دوبوف (1947 - 2002) (بالروسية: Михаил Илларионович Артамонов) هو عالم آثار روسي قام بحفر واحدة من أكبر المستوطنات على طريق التجارة في فولغا.

## مسيرته
ولد دوبوف في لينينغراد لكنه قضى سنواته الأولى في ياروسلافل. درس في جامعة لينينغراد تحت إشراف ميخائيل أرتامونوف ولاحقا أصبح أستاذا هناك.
كما كان دوبوف أول من درس كتابات الرونية على الدراهم ونشرت دراسة حول هذا الموضوع. تم تعيينه مديرا للمتحف الإثنوغرافي الروسي في عام 1987.